# المطاهرة القبلية
قرية المطاهرة القبلية هي إحدى القرى التابعة لمركز أبو قرقاص بمحافظة المنيا في جمهورية مصر العربية. حسب إحصاءات سنة 2006، بلغ إجمالي السكان في المطاهرة القبلية 7232 نسمة، منهم 3779 رجلا و3453 امرأة.